# Rewind, Replay, Rebound
Rewind, Replay, Rebound è il settimo album in studio del gruppo musicale danese Volbeat, pubblicato nel 2019.

## Tracce
1. Last Day Under the Sun – 4:47
2. Pelvis on Fire – 3:05
3. Rewind the Exit – 4:14
4. Die to Live (featuring Neil Fallon) – 3:02
5. When We Were Kids – 4:36
6. Sorry Sack of Bones – 3:48
7. Cloud 9 – 4:57
8. Cheapside Sloggers (featuring Gary Holt) – 3:52
9. Maybe I Believe – 4:58
10. Parasite – 0:37
11. Leviathan – 4:35
12. The Awakening of Bonnie Parker – 4:18
13. The Everlasting – 5:50
14. 7:24 – 4:06

Disco Bonus - Edizione Deluxe
1. Under the Influence – 4:32
2. Immortal But Destructible – 4:35
3. Die to Live – 3:02
4. Last Day Under the Sun (demo) – 4:37
5. Rewind the Exit (demo) – 4:14
6. When We Were Kids (demo) – 4:27
7. Maybe I Believe (demo) – 4:57
8. Leviathan (demo) – 4:30